# レクリエーション・グラウンド (チェスターフィールド)
ソルターゲート(Saltergate, 正式名称をRecreation Ground)は、イングランド・ダービーシャー州チェスターフィールドにある多目的スタジアム。チェスターフィールドFCのホームスタジアムとなっていた。シェフィールド・ユナイテッドFC.リザーブチームもまたこのスタジアムを使用していた。収容人数は8,504人。

## 概要
2010-2011シーズンからB2ネット・スタジアムへとホームスタジアムを移転している。

## スタンド
ザ・メイン・スタンド (The Main Stand)、1936年オープンのメインスタンドで建設費は£14,000。1層構造。クロス・ストリート・テラス側にアウェー席の一部が設置されている。
コンプトン・ストリート (ポップ・サイド) (Compton Street (Pop Side))、バックスタンド。1層構造。スポンサーボードとスタンドの間に観客用通路がある。(通路は、イーウッド・パークのバックスタンドと同じ雰囲気)
ザ・コップ (The Kop, 以前の名称をGraysons (Spion) Kop Terrace)、2,000人収容のホーム側ゴール裏スタンド。1層構造の立ち見席。
ザ・クロス・ストリート・エンド (The Cross Street End)、アウェー側ゴール裏スタンド。1層構造の立ち見席。

## 入場者数

### 平均入場者数
- 2009-2010: 3,849 (フットボールリーグ2)
- 2008-2009: 3,449 (フットボールリーグ2)
- 2007-2008: 4,103 (フットボールリーグ2)
- 2006-2007: 4,235 (フットボールリーグ1)
- 2005-2006: 4,772 (フットボールリーグ1)
- 2004-2005: 4,961 (フットボールリーグ1)
- 2003-2004: 4,331 (ディヴィジョン2)
- 2002-2003: 4,108 (ディヴィジョン2)
- 2001-2002: 4,392 (ディヴィジョン2)
- 2000-2001: 4,869 (ディヴィジョン3) ※1

※1 1試合観客数不明のため22試合で算出。

### 最多入場者数
- 30,986 (旧ディヴィジョン2) チェスターフィールド v ニューカッスル, 1949.4.07

## ギャラリー

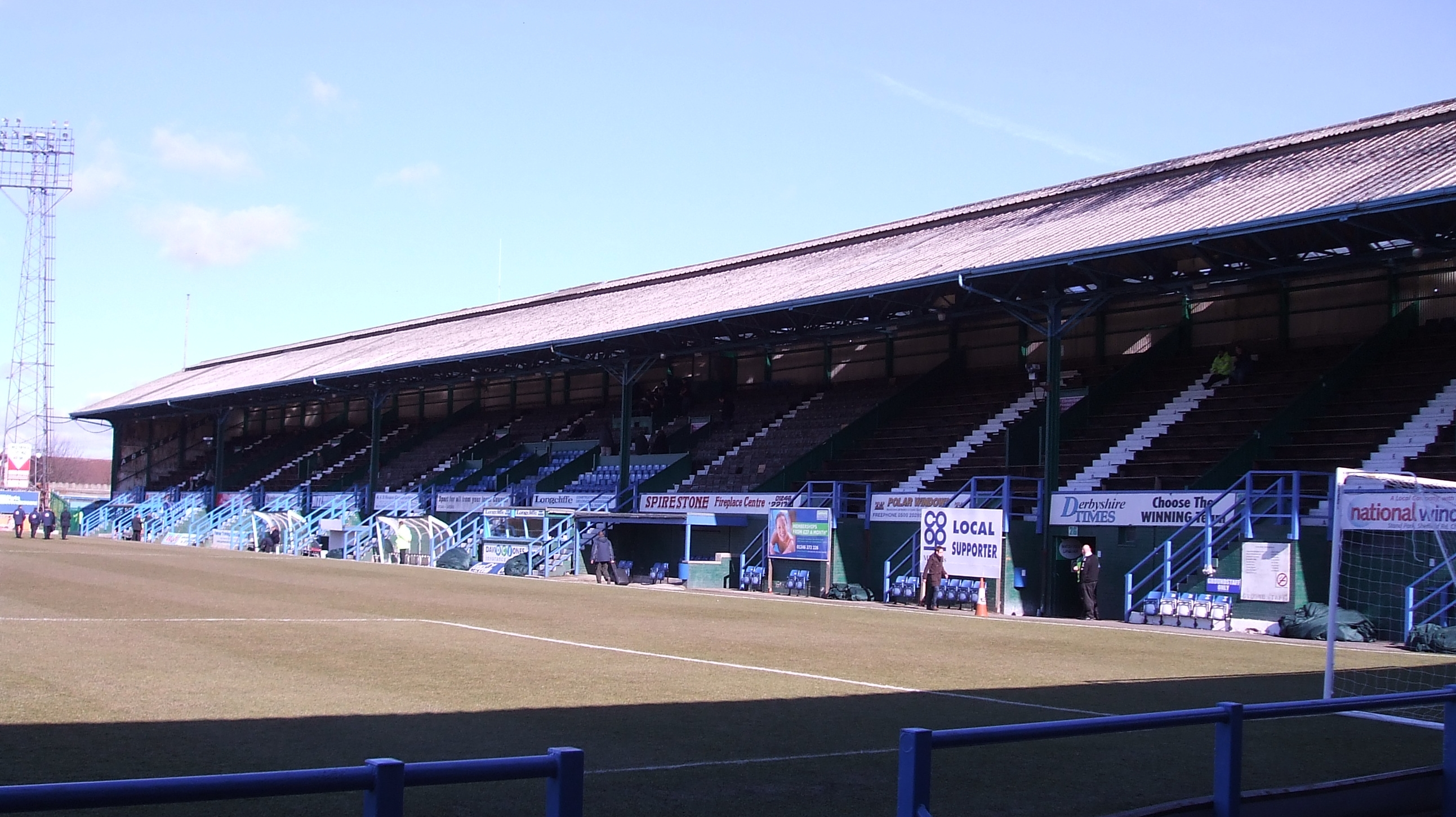
メイン・スタンド
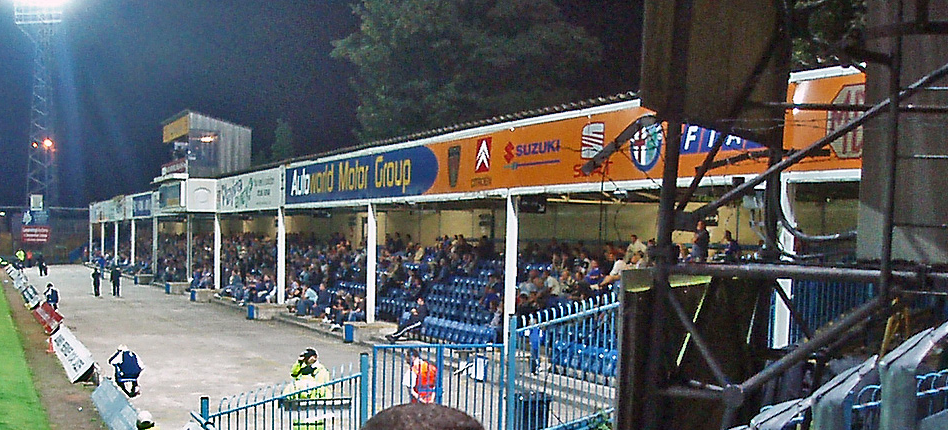
コンプトン・ストリート・スタンド